# غريغ حولة
غريغ حولة (بالفرنسية: Greg Houla)‏ هو لاعب كرة قدم فرنسي في مركز الوسط، ولد في 19 يوليو 1988 في أميان في فرنسا. لعب مع إيرغوتيليس ونادي أورليانز ونادي بريوتشين ونادي نيور.

## وصلات خارجية
- غريغ حولة على موقع رابطة كرة القدم الفرنسية للمحترفين (الإنجليزية)
- غريغ حولة على موقع قاعدة بيانات كرة القدم.إي يو (الإنجليزية)
- غريغ حولة على موقع Soccerway.com (الإنجليزية)
- غريغ حولة على موقع عالم كرة القدم.نت (الإنجليزية)